# 514107 Kaʻepaokaʻawela
A 514107 Kaʻepaokaʻawela (2015 BZ509) egy aszteroida a Naprendszerben, aminek egyik lényeges jellemzője, hogy a többi égitesttel ellentétes, retrográd irányban kering a Nap körül.
Első ízben a Pan-STARRS felmérés során vették észre, amit a University of Western Ontario (Kanada) kutatócsapata hajtott végre a Large Binocular Telescope segítségével (Arizona állam, USA).
Az aszteroida keringésének különlegessége nem a retrográd irányban való keringés (ilyen égi objektumból több is ismert), hanem a Jupiterrel való negatív keringési rezonancia (1:-1), ami azt jelenti, hogy a Jupiterrel ellentétes irányban, azonos idővel kering.
Keringési pályájának síkja 163°-ot zár be az ekliptikával, eközben hatévenként keresztezi a Jupiter pályáját, de sohasem kerül közelebb hozzá, mint 176 millió km. A Jupiter erős gravitációs tere természetesen hatással van rá és a pályájára, de ezek a hatások kiegyenlítik egymást, így az aszteroida keringése az évmilliók során is stabil marad.
Az aszteroidával foglalkozó egyik egyetemi kutató, Paul Wiegert úgy véli, hogy az 514107 Kaʻepaokaʻawela valamikor üstökös lehetett az Oort-felhőben, ahonnan kilökődött. Jellemző, hogy az üstökösök az Oort-felhőből bármely irányból érkezhetnek a belső Naprendszer felé, nagy hajlási szöggel és akár retrográd keringési irányból is. A legismertebb üstökös ebből a fajtából a Halley-üstökös.
Nem tudjuk annak az okát, hogy az Oort-felhőben meglévő hosszú keringési periódus hogyan változik át jóval rövidebb idejű keringéssé.